# Podallea sashilana
Podallea sashilana is een insect uit de familie van de Berothidae, die tot de orde netvleugeligen (Neuroptera) behoort. 
Podallea sashilana is voor het eerst wetenschappelijk beschreven door Navás in 1931.